# Victor Harbor
Victor Harbor é uma cidade localizada no estado australiano da Austrália Meridional. De acordo com o censo australiano de 2016, a população era de 15.265 habitantes.

## Clima
A cidade de Victor Harbor tem um clima mediterrânico com verões quentes (Classificação climática de Köppen-Geiger: Csb).